# Коллинские ворота
Коллинские ворота (лат. Porta Collina) — ворота античной Сервиевой стены в Риме.
Они располагались в северной части городской стены на холме Квиринал (лат. collis Quirinalis), по которому и были названы. У ворот начинались две крупные дороги, которые вели на север: Via Salaria и Via Nomentana. У этих ворот состоялось сражение Суллы и его сторонников против самнитов и марианцев в 82 году до н. э. Руины ворот были обнаружены в XIX веке при строительстве здания министерства финансов на перекрёстке улиц Via XX Settembre и Via Goito.